# De weg naar west
De weg naar west is het zevende stripverhaal uit de reeks van Douwe Dabbert. Het is geschreven door Thom Roep en getekend door Piet Wijn. Het verscheen in 1980 als vervolgverhaal in de Donald Duck, in de nrs. 13 t/m 29. De eerste albumuitgave was in datzelfde jaar. In 2015 is het verhaal opnieuw uitgegeven door Uitgeverij Don Lawrence Collection.
Het verhaal vormt het derde deel in een vierluik.

## Verhaal
In de nasleep van hun vorige avontuur  lopen Douwe en Dodo verder op het restant van de ontplofte magische brug die de weg naar west vormt. Even later zijn ze ineens in de Caraïben. De brug zelf verandert in een regenboog en verdwijnt dan. Douwe en Dodo belanden in zee, waarna ze worden gevangengenomen op een Spaans schip. 
De Spanjaarden worden op hun beurt overmeesterd door een groep Nederlandse boekaniers, met wie Douwe vriendschap sluit. De gevangen Spanjaarden worden deels als slaaf verkocht. Douwe, die eerder zelf slaaf was, protesteert daartegen. Hij krijgt te verstaan dat als de Spanjaarden gewonnen hadden, alle boekaniers gedood zouden zijn. 
De boekaniers kennen een deskundige op vogelgebied, die weet te vertellen dat er mogelijk nog ergens een andere dodo in leven is, die echter heel lastig te vinden zal zijn. Douwe besluit toch om samen met Dodo op zoek te gaan. Hij monstert daarvoor aan op het schip van een kapitein met de bijnaam Eenoog, dat de goede kant uit gaat. De bemanning hiervan bestaat echter uit piraten. Als ze even later een ander schip willen aanvallen, lukt het Douwe om op tijd een waarschuwingsschot voor dit schip te lossen. Eenoog laat uit wraak Douwe van de plank af lopen, maar Dodo redt Douwes leven.
Nu gaan ze met zijn tweeën verder op zoek. Ze belanden op verschillende kleine eilanden. Uiteindelijk maken ze kennis met de kluizenaar Alexander, die zich na jaren geleden schipbreuk te hebben geleden op een van de onbewoonde eilanden heeft gevestigd. Alexander vertelt dat er op een eiland in de buurt inderdaad nog een levende vrouwtjesdodo is. Douwe en Dodo gaan naar dit eiland, maar het vrouwtje blijkt inmiddels te zijn gestorven. Ze vinden echter ook een nest dodo-eieren die nog goed zijn. De eieren komen uit en zodoende is er voorlopig nog één eiland waar dodo's leven.
Nu moet Douwe zelf de weg terug zien te vinden. Door de magie van de weg naar west breekt er een geweldige storm los. Douwe wordt van het eiland afgeblazen, waarna hij midden in zee belandt. Hij wordt opgepikt door een Nederlandse driemaster. Dit blijkt hetzelfde schip te zijn dat eerder door Douwe voor de piraten van Eenoog werd gewaarschuwd. Douwe reist verder mee aan boord van de driemaster op weg naar Afrika, waar Douwe de zee naar zuid hoopt te vinden, die hem terug moet brengen naar zijn eigen land.

## Educatieve thema's
- Boekaniers
- Uitgestorven diersoort (Dodo)
- Piraten
- Kaapvaart